# Megaschizomus zuluanus
Megaschizomus zuluanus är en spindeldjursart som beskrevs av Lawrence 1969. Megaschizomus zuluanus ingår i släktet Megaschizomus och familjen Hubbardiidae. Inga underarter finns listade i Catalogue of Life.